# (142020) Xinghaishiyan
(142020) Xinghaishiyan est un astéroïde de la ceinture principale.

## Description
(142020) Xinghaishiyan est un astéroïde de la ceinture principale. Il fut découvert le 15 août 2002 à l'observatoire Palomar par le programme NEAT. Il présente une orbite caractérisée par un demi-grand axe de 2,96 UA, une excentricité de 0,07 et une inclinaison de 1,4° par rapport à l'écliptique.

## Compléments